# Callianassa exilimaxilla
Callianassa exilimaxilla is een tienpotigensoort uit de familie van de Callianassidae. De wetenschappelijke naam van de soort is voor het eerst geldig gepubliceerd in 2005 door Sakai.